# Centro de Estudos e Sistemas Avançados do Recife
O Centro de Estudos e Sistemas Avançados do Recife, também conhecido por seu acrônimo CESAR, é um centro de pesquisa e inovação sem fins lucrativos com sede na cidade do Recife, Pernambuco e filiais em Sorocaba, Curitiba e Manaus. O CESAR foi fundado em 1996 por três professores do Centro de Informática da UFPE, Silvio Meira, Fábio Silva e Ismar Kaufman, como forma de aproximar a academia do mercado.
Em 2019, o centro conta com mais de 600 funcionários e em 2018 seu faturamento foi da ordem de R$ 100 milhões.
O CESAR é parte integrante e instituição âncora do Porto Digital, um dos maiores parques tecnológicos do Brasil também sediado em Recife.
Em 2010 o instituto ganhou o prêmio Finep de Inovação na categoria de melhor instituição brasileira de ciência e tecnologia.

## Área Educacional
Além de atuar como centro de pesquisa e inovação, o CESAR criou um braço educacional, a CESAR School, oferecendo cursos de graduação, mestrados e doutorados profissionais.
O centro iniciou sua atuação na área educacional em 2007 quando iniciou a oferta do mestrado profissional em Engenharia de Software, que foi avaliado pela CAPES em 2017 como um dos dois melhores mestrados profissionais na área de computação do país. Em 2013 foi autorizada a abertura do segundo mestrado profissional, dessa vez com ênfase em Design de Artefatos Digitais. A partir de 2016 o mestrado em Design passou a também ser oferecido na unidade de Manaus.
Em 2016 o Ministério da Educação autorizou o CESAR a ofertar cursos de graduação e começaram a ser ofertados os cursos de Ciência da Computação e Design, com  abertura da primeira turma no primeiro semestre de 2018. A unidade de ensino superior usa a metodologia de aprendizagem baseada em problemas, que permite o contato com demandas reais da sociedade desde os primeiros dias do curso.
Em 2019 o CESAR se tornou a primeira instituição do país a oferecer um curso de doutorado na modalidade profissional na área de engenharia de software.
| Curso/Programa               | Cidade          | ref           |
| Graduação                    | Graduação       | Graduação     |
| ---------------------------- | --------------- | ------------- |
| Ciência da Computação        | Recife          | [ 11 ]        |
| Design                       | Recife          | [ 11 ]        |
| Mestrado Profissional        |                 |               |
| Engenharia de Software       | Recife e Manaus | [ 8 ] [ 15 ]  |
| Design de Artefatos Digitais | Recife e Manaus | [ 16 ] [ 15 ] |
| Doutorado Profissional       |                 |               |
| Engenharia de Software       | Recife          | [ 4 ] [ 14 ]  |

## Empreendedorismo e CESAR.labs
O instituto mantém uma incubadora de empresas e uma aceleradora, chamada CESAR.labs. O CESAR.labs é uma das aceleradoras parceiras do programa do governo federal Start-up Brasil, tendo acelerado através desse programa 12 empresas. A aceleradora abre chamadas anualmente, investindo até R$ 200 mil por startup. No total, o CESAR já contribuiu para a criação de mais de 50 novas empresas.
Empresas incubadas e aceleradas de destaque:
- Tempest Security Intelligence[21][22]
- NeuroUp[23]
- FusionTrak[24]
- Pitang[25]
- Radix.com[26]

## Unidades e Subsidiárias
O CESAR possui quatro unidades, sendo sua sede no Recife e três filiais em Manaus, Curitiba e Sorocaba.
Além das filiais, o instituto controla duas subsidiárias. O fundo de participação em empresas CESAR.PAR e a desenvolvedora de projetos de software Pitang.